# Уряд Гани
Уряд Гани — вищий орган виконавчої влади Гани.

## Голова уряду
- Президент — Джон Драмані Махама (англ. John Dramani Mahama).
- Віце-президент — Квесі Аміссах-Артур (англ. Kwesi Amissah-Arthur).

## Кабінет міністрів
Склад чинного уряду подано станом на 23 січня 2015 року.
| Логотип | Міністерство                                                               | Міністр                                                 | Фото | Час на посаді | Час на посаді | Партія | Партія | Вебсайт |
| ------- | -------------------------------------------------------------------------- | ------------------------------------------------------- | ---- | ------------- | ------------- | ------ | ------ | ------- |
|         | Міністерство внутрішніх справ                                              | Квесі Ахвой (Kwesi Ahwoi)                               |      |               |               |        |        |         |
|         | Міністерство водних ресурсів і житлово-комунального господарства           | Коллінс Дауда (Collins Dauda)                           |      |               |               |        |        |         |
|         | Міністерство вождівств і традицій                                          | Генрі Сейду Даанаа (Henry Seidu Daanaa)                 |      |               |               |        |        |         |
|         | Міністерство екології, науки, технології та інновацій                      | Отенг Аджей (Oteng Adjei)                               |      |               |               |        |        |         |
|         | Міністерство енергетики і нафтової промисловості                           | Еммануель Арма Кофі Буа (Emmanuel Armah Kofi Buah)      |      |               |               |        |        |         |
|         | Міністерство зв'язку                                                       | Едвард Омані Боамах (Edward Omane Boamah)               |      |               |               |        |        |         |
|         | Міністерство земельних і природних ресурсів                                | Інуса Фусейні (Inusah Fuseini)                          |      |               |               |        |        |         |
|         | Міністерство закордонних справ і регіональної інтеграції                   | Ханна Теттех (Hanna Tetteh)                             |      |               |               |        |        |         |
|         | Міністерство інформації                                                    | Махама Аяріга (Mahama Ayariga)                          |      |               |               |        |        |         |
|         | Міністерство молоді та спорту                                              | Елвіс Афріє-Анкра (Elvis AFRIYIE-Ankrah)                |      |               |               |        |        |         |
|         | Міністерство місцевого самоврядування і розвитку сільських регіонів        | Аквасі Оппонг Фосу (Akwasi Oppong Fosu)                 |      |               |               |        |        |         |
|         | Міністерство оборони                                                       | Марк Оуен Войонго (Mark Owen Woyongo)                   |      |               |               |        |        |         |
|         | Міністерство освіти                                                        | Наана Джане Опоку-Агуєман (Naana Jane Opoku-Agyeman)    |      |               |               |        |        |         |
|         | Міністерство охорони здоров'я                                              | Ханні Шеррі Аїттей (Hanny Sherry Ayittey)               |      |               |               |        |        |         |
|         | Міністерство праці                                                         | Нії Армах Ашиєтей (Nii Armah Ashietey)                  |      |               |               |        |        |         |
|         | Міністерство продовольства і сільського господарства                       | Клемент Кофі Хумадо (Clement Kofi Humado)               |      |               |               |        |        |         |
|         | Міністерство соціального захисту                                           | Нана Оє Літур (Nana Oye Lithur)                         |      |               |               |        |        |         |
|         | Міністерство сільського господарства і риболовлі                           | Найон Біліджо (Nayon Bilijo)                            |      |               |               |        |        |         |
|         | Міністерство торгівлі та промисловості                                     | Харуна Іддрісу (Haruna Iddrisu)                         |      |               |               |        |        |         |
|         | Міністерство транспорту                                                    | Дзіфа Аттівор (Dzifa Attivor)                           |      |               |               |        |        |         |
|         | Міністерство туризму, культури і мистецтва                                 | Елізабет Офосу-Аг'яре (Elizabeth OFOSU-Agyare)          |      |               |               |        |        |         |
|         | Міністерство фінансів і економічного планування                            | Сет Теркпер (Seth Terkper)                              |      |               |               |        |        |         |
|         | Міністерство шляхів і магістралей                                          | Амін Аміду Сулемані (Amin Amidu Sulemani)               |      |               |               |        |        |         |
|         | Міністерство юстиції                                                       | Маріетта Брю-Аппіа-Оппонг (Marietta Brew-Appiah-Oppong) |      |               |               |        |        |         |
|         | Міністр у справах зв'язків із парламентом і лідер парламентської більшості | Бенджамін Канбур (Benjamin Kunbour)                     |      |               |               |        |        |         |